# 5698 Нольде
5698 Нольде (5698 Nolde) — астероїд головного поясу, відкритий 26 березня 1971 року.
Тіссеранів параметр щодо Юпітера — 3,207.